# Heisteria maytenoides
Heisteria maytenoides är en tvåhjärtbladig växtart som beskrevs av Richard Spruce och Adolf Engler. Heisteria maytenoides ingår i släktet Heisteria och familjen Erythropalaceae. Inga underarter finns listade i Catalogue of Life.